# 오시리데 페바레로

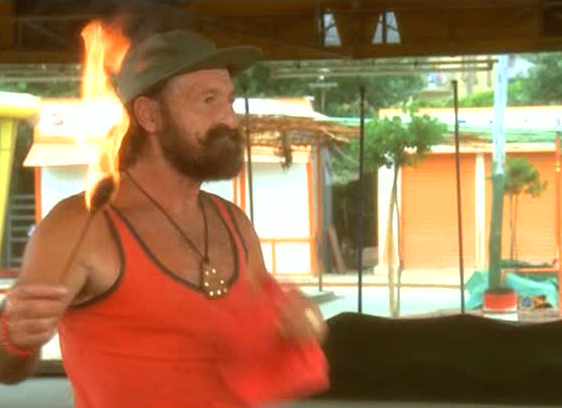

오시리데 페바레로(Osiride Pevarello, 1920년 7월 26일 ~ 2016년 12월 15일)는 이탈리아의 배우이다.
오스티아에서 사망하였다.

## 영화
- 블랙 엔젤 (2002, Senso '45)
- 올 레이디 두 잇 (1992년)
- 파프리카 (1991년) - 레모 역
- 러쉬 (1983년)
- 칼리굴라 (1979년)
- 내 이름은 상하이 조 (1972년)
- 로이 콜트와 윈체스터 잭 (1970년)
- 7인의 특명대 (1968년)
- 데스페라도 (1967년)
- 슈가 콜트 (1966년)
- 블레이드스톰 (1966년)